# AK-230

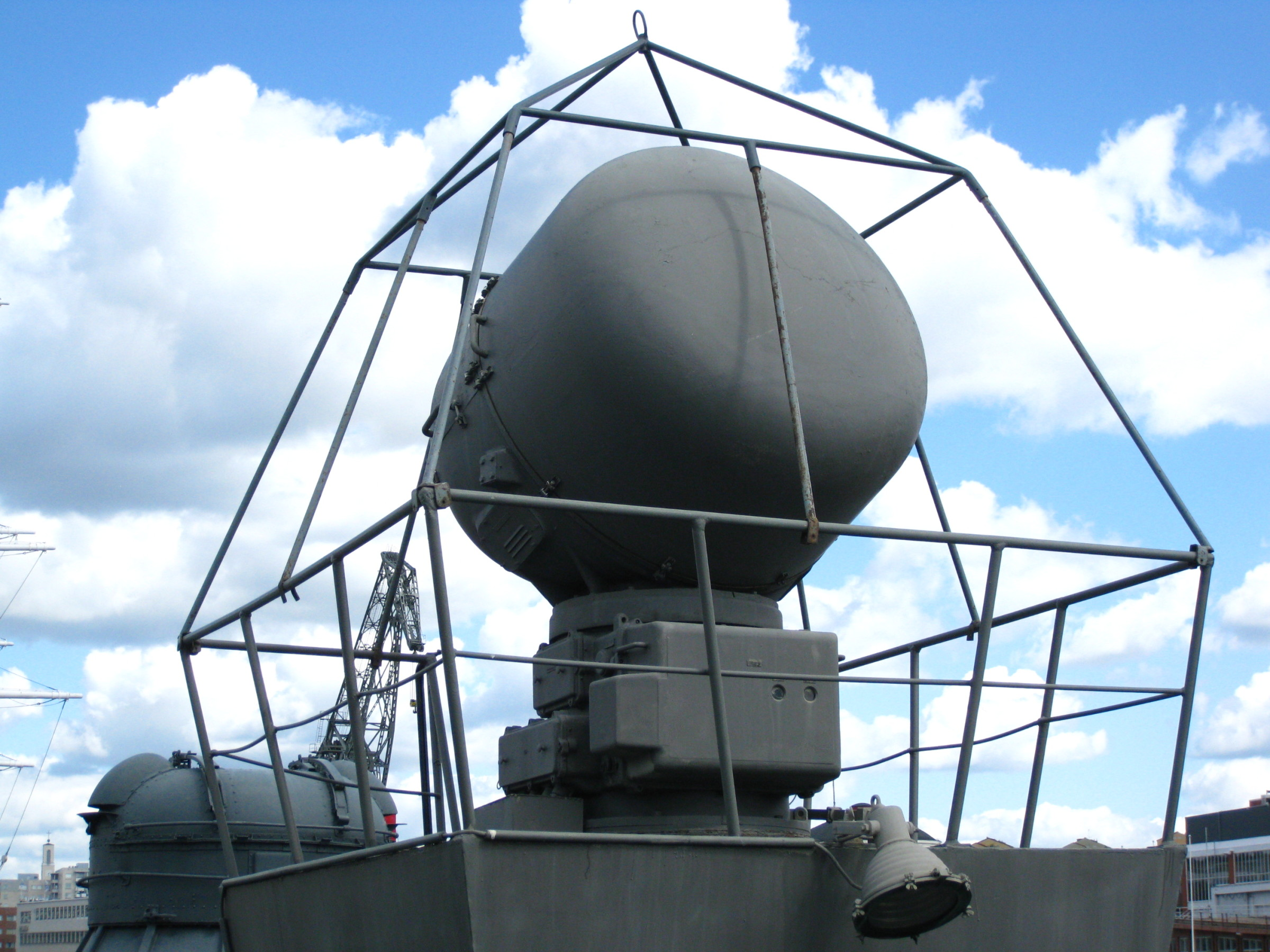
Střelecký radar MR-104 Rys na finské minonosce Keihässalmi

AK-230 je sovětský protiletadlový systém, který sovětské námořnictvo montovalo na plavidla všech kategorií. Lze ho využít i pro útok na hladinové cíle. Systém tvoří dva automatické vodou chlazené 30mm revolverové kanóny, umístěné v plně uzavřené dělové věži. Jejich kadence dosahuje 1050 ran za minutu a dosah 2500 m. Střelbu této zbraně řídí radar MR-104 Rys (NATO: Drum Tilt) či optický zaměřovač. Pro minolovky byla určena verze AK-230M se sníženou magnetickou signaturou.
Systém AK-230 byl ve velkém rozsahu exportován do spřátelených zemí SSSR, přičemž Čína ho vyráběla pod označením typ 69. Později ho nahradil modernější komplet AK-630.